# Temps de Flors

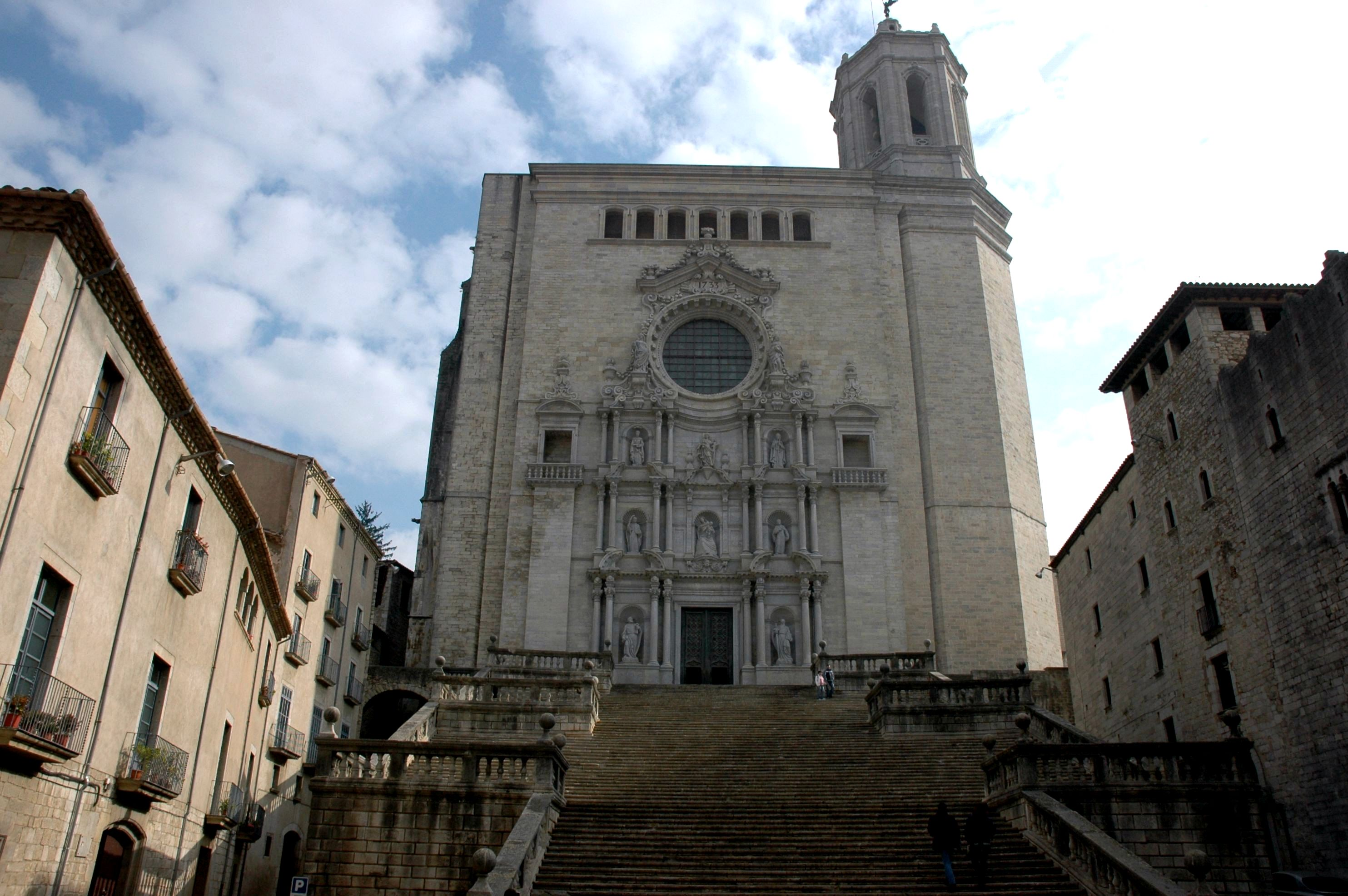
Escalinatas de la Catedral de Gerona. Uno de los 10 lugares imprescindibles y más visitados durante el festival "Temps de flors"

Girona, Temps de Flors es una exposición de flores que se celebra en la ciudad de Gerona desde 1954. Su creadora fue Maria Cobarsí y fue en aquel año cuando junto con unas mujeres de la Sección Femenina de la Falange montaron la primera exposición. Desde 1956, cada mes de mayo, se celebra durante una semana esta fiesta primaveral que atrae a gente de todo el mundo.

## Inicio
Su creadora fue Maria Cobarsí, en aquellos momentos, delegada de la Sección Femenina de la Falange Española Tradicionalista y de las JONS en Gerona. El año 1954 se hizo la primera edición y la exposición se realizó en el Salón de Descanso del Teatro Municipal de Gerona. En esa primera edición ya participaron profesionales y personas a quienes les gustaban las flores.
La primera edición consistía en exponer ramos de flores y plantas. Su duración fue de un único fin de semana. Esa iniciativa tuvo tanto éxito que decidieron seguirla año tras año. Aun así, en 1955, no hubo exposición de flores, se inició de nuevo en 1956.
A partir de 1958 la exposición se trasladó al monasterio románico de Sant Pere de Galligants, donde por primera vez, en esta tercera edición, se promovió la exposición con un cartel hecho por el artista Carles Vivó.

## El paso del tiempo
La exposición cambió de escenario con los años: el 1985 se celebró en Sant Domènec. El año 1992, a una apertura en todo el Barri Vell de Gerona, gracias a la iniciativa del regidor Josep Maria Birulés. Así como el nombre "Girona, Temps de Flors", un lema acuñado en 1993 por el poeta Josep Tarrés. Durante este festival de flores se exponen patios y jardines de propiedades privadas y se marca un itinerario a seguir por espacios público pero también privados.
Con el paso del tiempo se han organizado una serie de actividades artísticas complementarias alrededor de la exposición, exposiciones, colaboraciones en los montajes y una actuación castellera. Así, actualmente las actividades del "Girona, Temps de Flors" son el concurso de flores, el de fotografía y el de escaparates. Además, desde el 1958 se presenta cada edición con un cartel hecho por un artista. Alguno de los cartelistas destacables han sido: Emília Xargay (1959), Modesto Cuixart (1986), Carles Declaux (1999) y Domènec Fita (2005).

## Lugares imprescindibles
La ciudad de Gerona tiene rincones y jardines con mucho de encanto e historia asociada. Temps de Flors es el momento para adornar la ciudad con flores y creaciones artísticas para hacer disfrutar los visitantes de la ciudad.
Hay 10 lugares imprescindibles que se aconseja visitar y disfrutar de la ciudad, su historia y de las flores presentadas. Estos lugares son: Catedral de Gerona, Sant Feliu, Sant Nicolau, Plaça dels Jurats, Sant Martí, Sant Lluc, Baños Árabes de Gerona, Sarraïnes, Torre Gironella/Jardins dels Alemanys y Casa Lleó Avinay.

## Cartel de Temps de Flors
Desde 1954 cada año se ha presentado el festival de Temps de Flors con un cartel. Cada año hay un periodo para hacer propuestas sobre los cartel de las Flores. A cada edición se presenta un cartel hecho por un artista. Alguno de los cartelistas destacables han sido: Emília Xargay (1959), Modesto Cuixart (1986), Carles Declaux (1999) y Domènec Fita (2005).
Los últimos años el cartel ha sido realizado por alumnos del IES S. Sobrequés de Girona.

## Concursos durante Temps de Flors
Este festival primaveral también lleva a cabo diferentes concursos de temática distinta a la floral. Hay el concurso de fotografía, De SmartFilms, Instagram, de Flores y de escaparates.
La gente puede presentar fotografías durante la semana y estas son evaluadas por un jurado que decide los ganadores. Los ganadores de las últimas ediciones han sido: Israel Onell (2007), Ramon Mestres (2006), Jordi Male (2005), Toni Buch (2004), Àngels Fàbregues (2003), Marta Buil (2002), Glòria Falcón (2001) y Josep Gibernau (2000).
El concurso de SmartFilms consiste a hacer cortometrajes con dispositivos móviles. Hay 1 único premio.
El concurso de instagram consiste a hacer fotografías, durante el periodo del festival, y subirlas a la web mediante la aplicación instagram utilizando la etiqueta #instaflors. Cada persona puede subir todas las fotografías que quiera.
El concurso de flores consta de diferentes apartados en los cuales se pueden presentar los participantes. También, hay una categoría infantil. Las flores presentadas al concurso son expuestas en la iglesia de Sant Lluc. Los apartados en los cuales se pueden presentar los concursantes son:
- Ramo de rosas
- Ramo de flores
- Rosa individual
- Maceta con flores
- Plantas de hojas
- Cactus
- Azaleas y rododendres (Neret)
- Orquidàcies
- Bonsáis

Finalmente, también hay el concurso de escaparates. Este consiste que las tiendas y comercios de la ciudad pueden decorar su escaparate y exponerlo en el público. Los escaparates tendrán que estar expuestos durante un plazo determinado.

## Anécdotas e incidentes
Con el paso del tiempo, a medida que Temps de Flors ganaba popularidad e iba convirtiéndose en un fenómeno mediático y de masas, el acontecimiento fue utilizado para llevar a cabo reivindicaciones políticas y varias protestas. El acto inaugural de la exposición aconteció así el escenario perfecto a para desplegar pancartas y reivindicar causas.
El año 2000, la exposición fue escenario de la disputa entre el alcalde de Gerona, Joaquim Nadal, y el movimiento okupa local. Una quincena de okupas, en desquite por el recién desalojo del Casal Popular Els Químics aprovechó el tradicional discurso de inauguración para protestar contra Nadal con una pancarta y pitadas. A continuación, los okupas precipitaron un plato de nata al alcalde, acertando de pleno a su cara. El alcalde, embadurnado y enrabiado de mala manera, fue protagonista el día siguiente a los medios de comunicación, que no pasaron por alto el tartazo con nata.
El 2015, un grupo de manifestantes también desplegó pancartas durante el acto de inauguración, presidido entonces por el alcalde Carles Puigdemont. Los manifestantes protestaban en esta ocasión contra la represión por el bloqueo del Parlament el 2011, y desplegaron pancartas con el lema "Yo también estaba en el Parlament", en solidaridad con los ocho encausados.
El año siguiente, un grupo de activistas se concentró de nuevo a la escalinata de la catedral durante la inauguración de la muestra. Este golpe, la protesta tenía lugar en apoyo a los ocho huelguistas detenidos en Gerona durante la huelga general europea de 2012, que se enfrentaban a penas de hasta cuatro años y medio de prisión.

## Libros y publicaciones asociadas al festival
El año 2013 la interiorista gerundense Lara Pujol edita el libro oficial "Girona, Temps de Flors" junto con las fotografías de Joan Altés Royo, una selección de fotografías e interpretaciones de los montajes que se organizan en el marco de Temps de Flors. Desde 2013 este libro muestra y plasma todas las exposiciones florales del festival Teemps de Flors. Actualmente, hay la edición Libro Temps de Flors del 2013, Libro Temps de Flors 2014 y Libro Temps de Flors 2015. Las fotografías se hacen el primer fin de semana del festival.

## Galería fotográfica

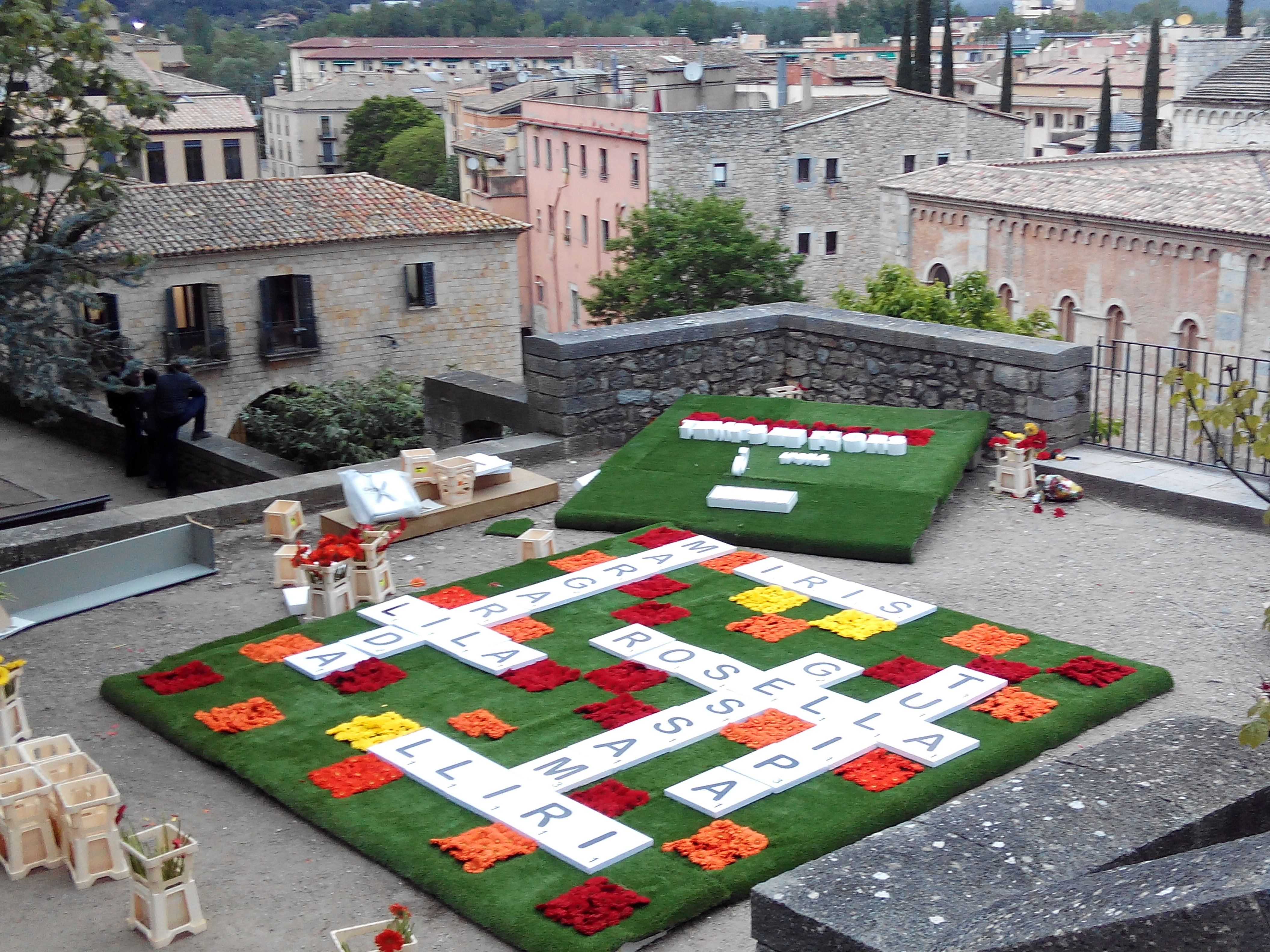
Edición 2016: Paseo del Mirador Arqueológico

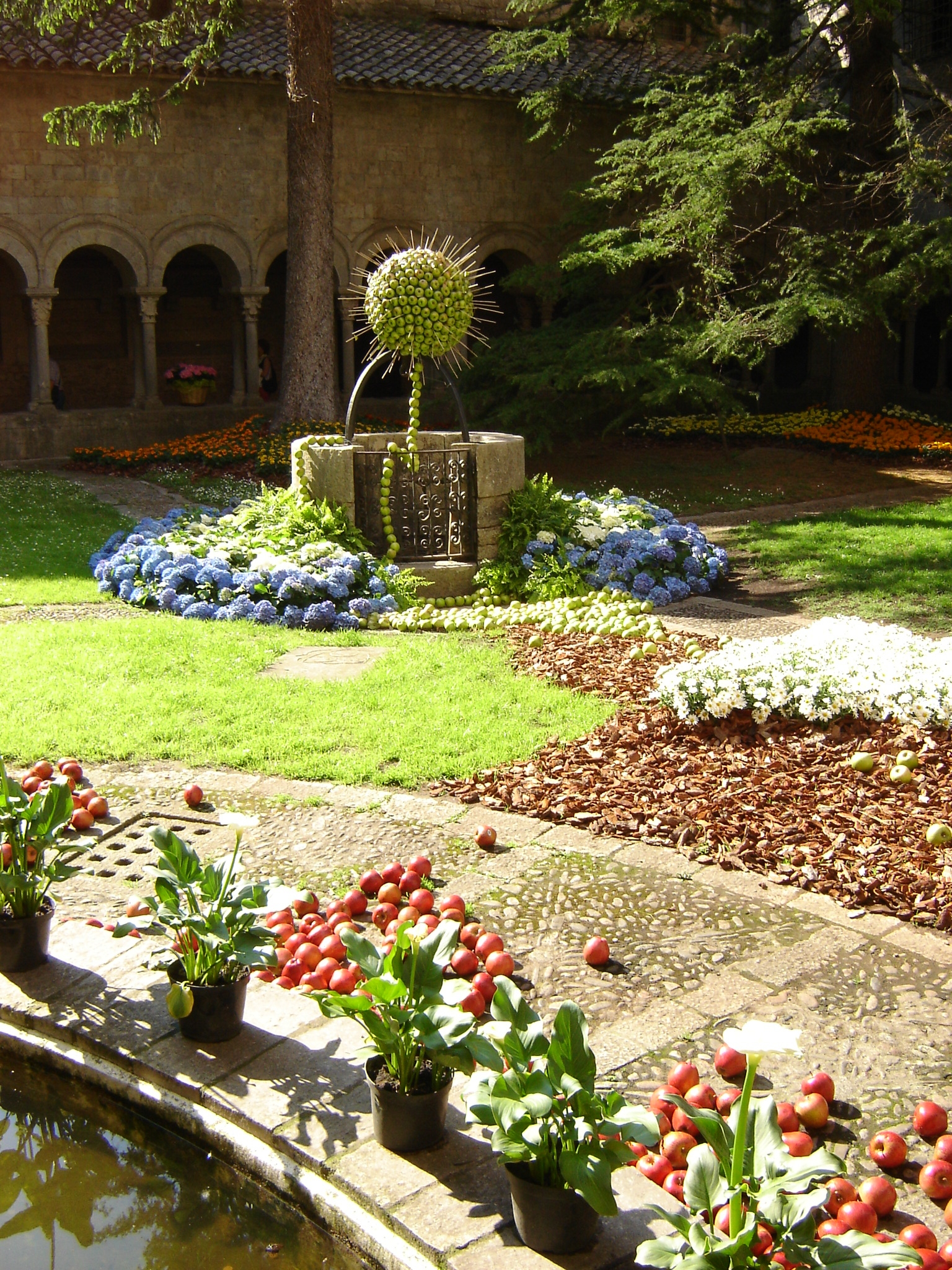
Edición 2006-Claustro de la Catedral de Gerona
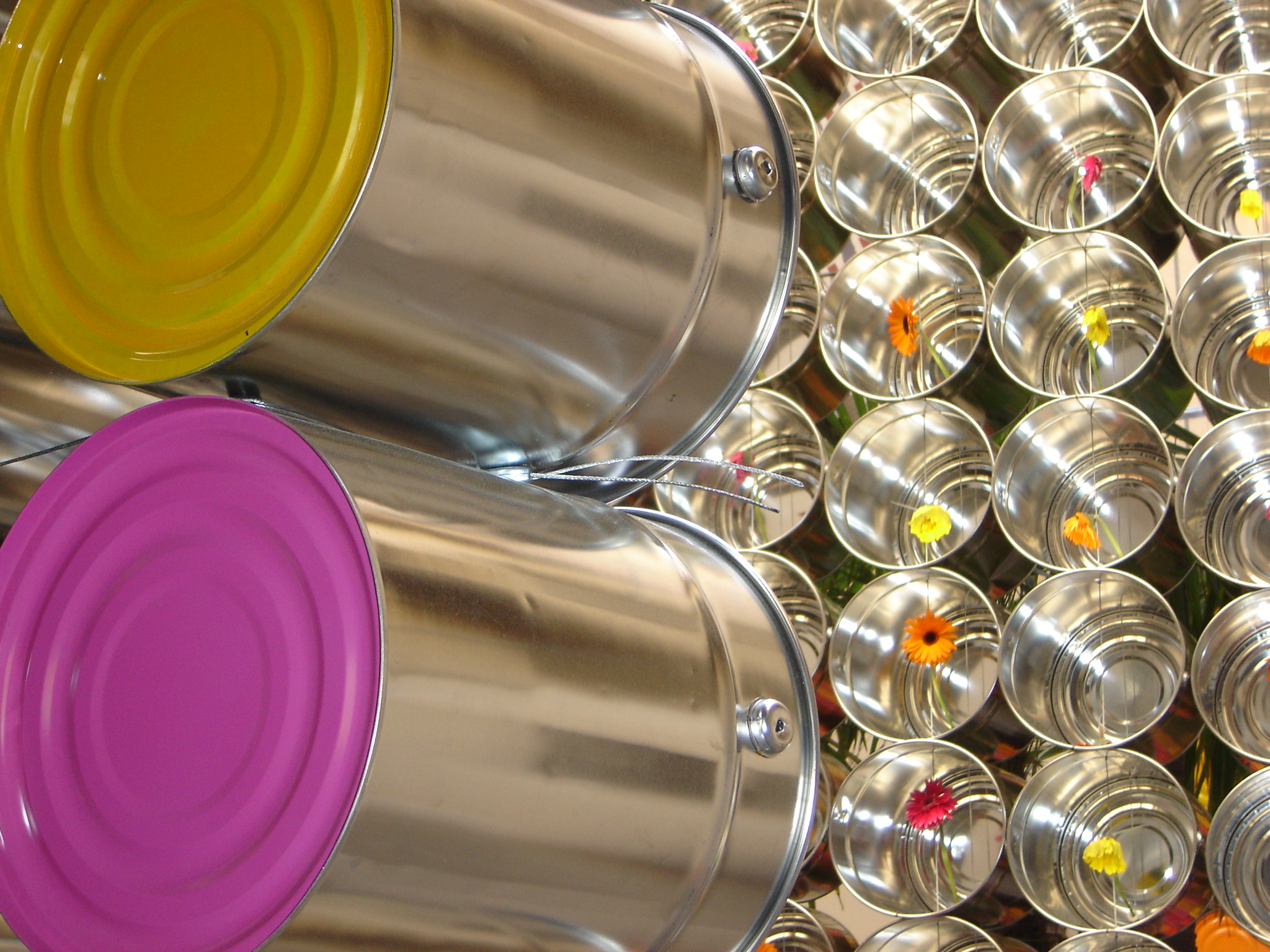
Edición 2006-Patio de los Juzgados
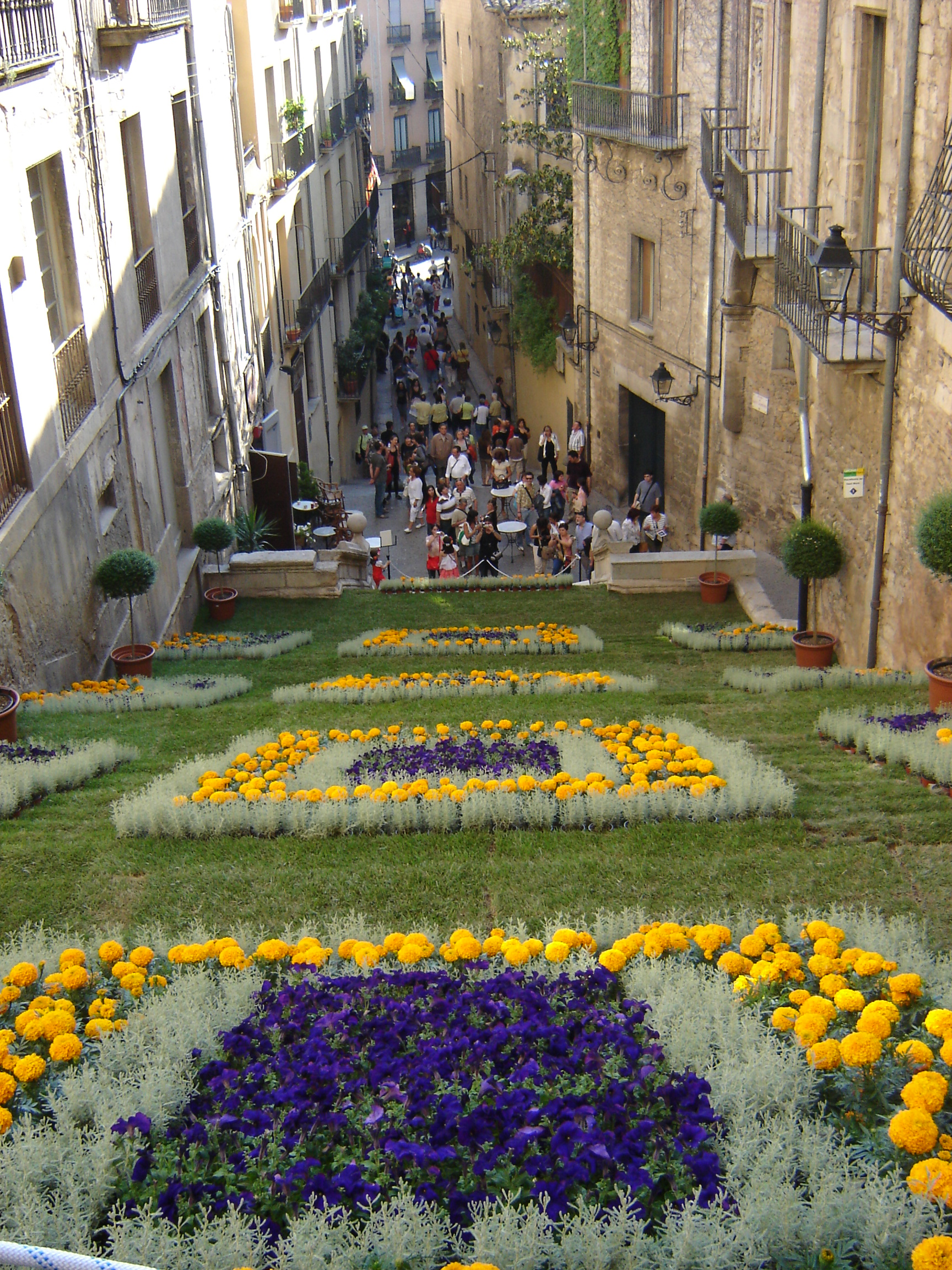
Edición 2007-Subida de Santo Domènec
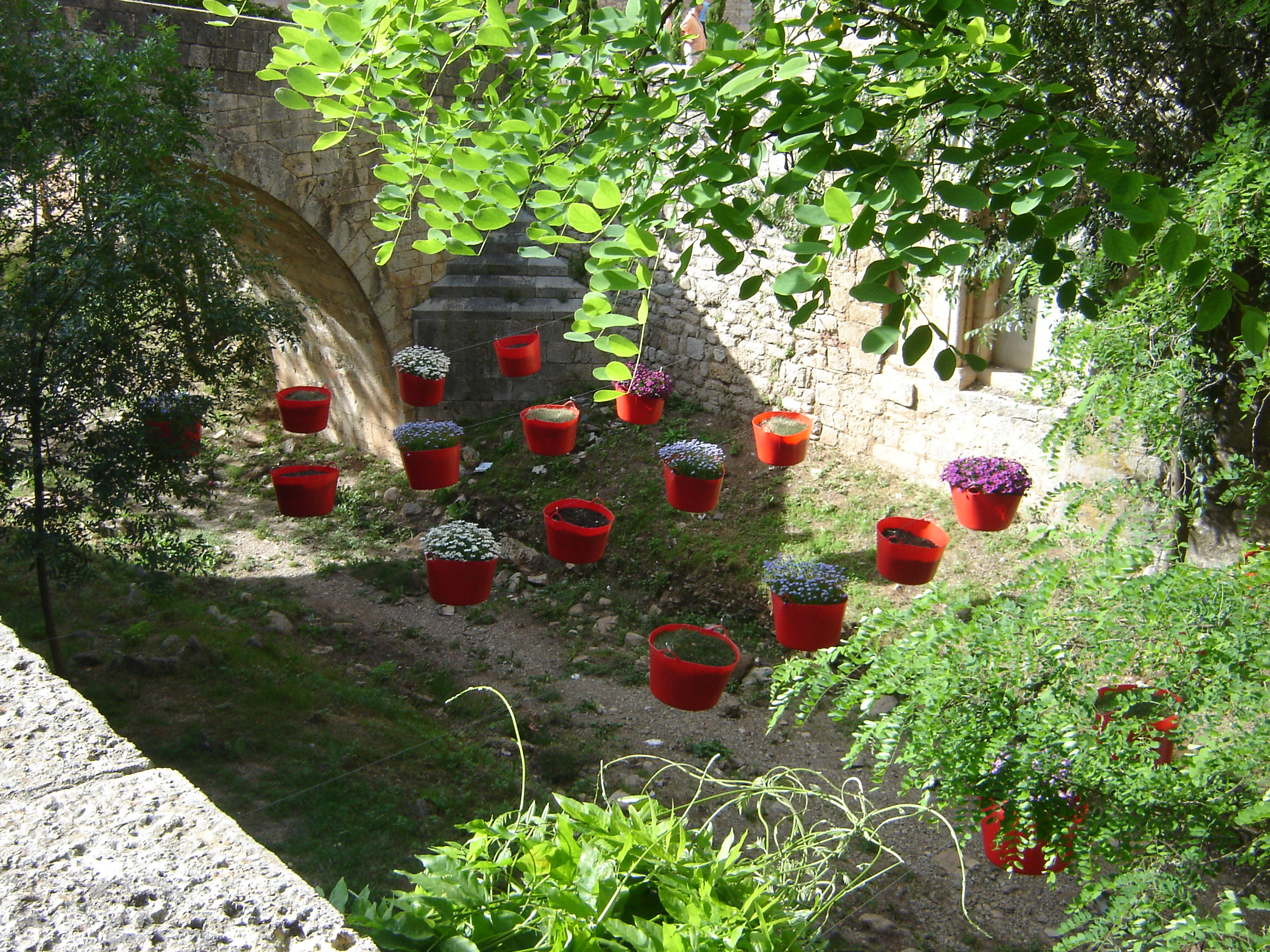
Edición 2007-Ríe Galligants
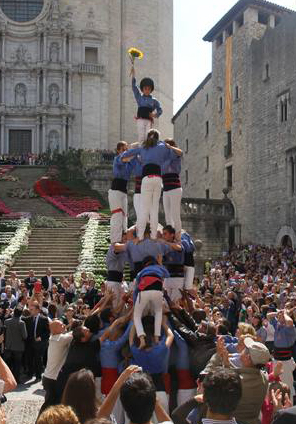
Edición 2013 - Castillo de los Marrecs de Salt

- Wikimedia Commons alberga una categoría multimedia sobre Temps de Flors.

- Página web Girona Temps de Flors
- Piedras de Gerona